# Dubitatief
De dubitatief is een werkwoordelijk aspect dat aangeeft dat de door middel van het werkwoord genoemde handeling of toestand onzeker of twijfelachtig is. In sommige talen zoals het Bulgaars bestaat hiervoor een aparte vorm ofwel wijs. In de meeste Romaanse talen zoals het Frans wordt de dubitatief uitgedrukt door middel van de conditionalis, die in vorm gelijk is aan de verleden toekomende tijd: je chanterais - tu chanterais - il chanterait, enz. In West-Germaanse talen zoals het Nederlands wordt de onvoltooid verleden tijd van het hulpwerkwoord zullen gebruikt om de betekenis van de dubitatief weer te geven: Ik zou (wel) (eens),... enz.
In het Ojibwe, een Algonkische taal, bestaat er een apart suffix, -dog, dat aan het werkwoord wordt toegevoegd om de dubitatief weer te geven. Zo betekent aakozi  "hij is ziek" (vaststaand feit), terwijl aakozi-dog modaliteiten uitdrukt als "hij moet ziek zijn; ik denk dat hij ziek is; misschien is hij ziek; hij zou (weleens) ziek kunnen zijn." 